# (8860) Rohloff
(8860) Rohloff est un astéroïde de la ceinture principale.

## Description
(8860) Rohloff est un astéroïde de la ceinture principale. Il fut découvert le 5 octobre 1991 à Tautenburg par Lutz Dieter Schmadel et Freimut Börngen. Il présente une orbite caractérisée par un demi-grand axe de 2,54 UA, une excentricité de 0,09 et une inclinaison de 14,0° par rapport à l'écliptique.

## Compléments